# محكمة الاستئناف (الكويت)
محكمة الاستئناف الكويتية أو محكمة الاستئناف في الكويت، هي ثاني درجات التقاضي في دولة الكويت، وهي معنية بالنظر في الطعون المقدمة ضد الأحكام التي تصدرها محاكم الدرجة الأولى بداخل الدولة المتمثلة في محاكم المحكمة الكلية. تتوسط محكمة الاستئناف الكويتية التسلسل الهرمي القضائي في الكويت، تدنوها المحكمة الكلية وتعلوها محكمة التمييز، وتكون الأحكام الصادرة عن محكمة الاستئناف محل للطعن بالتمييز أمام المحكمة العليا التي تمثلها محكمة التمييز، وهي التي تُسمّى في بعض الدول العربية باسم محكمة النقض.

## مقرها
يقع المقر الرئيس لمحكمة الاستئناف في قصر العدل في مدينة الكويت.

## هيكلها القضائي
تؤلف محكمة الاستئناف من رئيس ونائب للرئيس وعدد كافٍ من الوكلاء والمستشارين، وتُشكّل فيها دوائر حسب الحاجة تكون رئاستها لأقدم المستشارين فيها على أن تصدر أحكامها من ثلاثة مستشارين، وهي تختص بالنظر في الطعون المقدمة ضد الأحكام الصادرة ابتدائيًا من محاكم الدرجة الأولى في دولة الكويت.